# Las Cabras (Panama)
Las Cabras è un comune (corregimiento) della Repubblica di Panama situato nel distretto di Pesé, provincia di Herrera. Si estende su una superficie di 59 km² e conta una popolazione di 1.914 abitanti (censimento 2010).